# Rita Payés
Rita Payés Roma (Vilasar de Mar, 29 de septiembre de 1999) es una compositora, trombonista y cantante de jazz y bossa nova española.

## Biografía

### Carrera artística
Se inició como trombonista bajo la influencia de una familia de músicos. Más adelante estudió en el instituto IEA Oriol Martorell y entró en la Sant Andreu Jazz Band, dirigida por Joan Chamorro; en ésta también comenzó a cantar junto a Andrea Motis, Magalí Datzira y Eva Fernández.

Aún adolescente, Payés grabó dos trabajos con Chamorro, obteniendo en 2015 el premio Enderrock a la mejor propuesta de jazz. El maestro dijo de ella:
Es sobre todo música, en toda la extensión de la palabra.
Tras la buena acogida de estos dos trabajos, en 2019 Rita publicó junto a su madre, la guitarrista Elisabeth Roma, un nuevo álbum titulado Imagina. Para presentarlo, ambas hicieron una gira con la que viajaron por países como Reino Unido, Hungría, Francia, Suiza, Italia, Marruecos, Suecia y Grecia.
Payés anunció en enero de 2021 la inminente publicación de un nuevo trabajo compartido de nuevo con su madre, que vio la luz el día 16 de abril, con el título Como la piel. Este disco le valió el Premio Alícia al talento emergente 2021, galardón que otorga la Academia Catalana de la Música.
En 2021 colaboró en la canción «La gent que estimo» del disco A tope amb la vida de la Oques Grasses.

### Vida personal
En diciembre de 2021, Payés anunció que había sido madre de una niña, de nombre Juna.No esconde su proceso al llevar su carrera como músico durante su embarazo y como madre.

## Discografía
- 2015 - Joan Chamorro presenta a Rita Payés (con Joan Chamorro).[3]
- 2016 - Lua amarela (con Joan Chamorro).[2]
- 2019 - Imagina (con Elisabeth Roma).[1]
- 2019 - My Ideal (Venus Records)[14]
- 2019 - In New York (Venus Records)[14]
- 2021 - Como la piel (con Elisabeth Roma).[8]
- 2024 - De camino al camino

### Colaboraciones
- 2021 - La gent que estimo (con Oques Grasses).[10][11]
- 2024 - Hache con Raquel Lúa.